# Subsequência
Em matemática, uma subseqüência, subsequência ou subsucessão de uma seqüência é uma restrição da seqüência a um subconjunto infinito {\displaystyle \mathbb {N} '=\{n_{1}<n_{2}<...<n_{k}<...\}} de {\displaystyle \mathbb {N} }. Em particular, uma subsequência é por definição uma sequência. 

## Notação
Seja {\displaystyle \{x_{n}\}_{n=1}^{\infty }} uma seqüência, então uma subseqüência é uma nova seqüência {\displaystyle \{x_{n_{k}}\}_{k=1}^{\infty }\,}, onde {\displaystyle n_{1}\geq 1\,} e {\displaystyle n_{k+1}>n_{k}\,} 
Usando a notação da Teoria dos Conjuntos, uma sequência (de elementos em um conjunto X) é uma função {\displaystyle x:\mathbb {N} \to X\,}, e uma subsequência é a função composta {\displaystyle son\,}, em que n é uma sequência estritamente crescente de números naturais, {\displaystyle n:\mathbb {N} \to \mathbb {N} \,} 

## Exemplos
- Seja {\displaystyle x_{n}={\frac {1}{n^{2}}}\,}. Então a seqüência dos inversos dos quadrados dos números ímpares é uma subsequência, escolhendo-se {\displaystyle n_{k}=2k+1\,}.[1]

## Topologia
Em Topologia, define-se o conceito de um espaço sequencialmente compacto:
- Um espaço topológico X é sequencialmente compacto quando toda seqüência {\displaystyle x_{i}\in X\,} tem uma subseqüência convergente.

Um subconjunto de um espaço métrico é compacto se, e somente se, ele é sequencialmente compacto. 
Este resultado é muito importante para análise da reta, porque, muitas vezes, é mais simples mostrar que um espaço é sequencialmente compacto (exibindo-se uma subseqüência convergente) do que trabalhar com coberturas de abertos.